# Biefmorin
Biefmorin là một xã trong vùng Bourgogne-Franche-Comté, thuộc tỉnh Jura miền đông nước Pháp.